# Тор, Джей Ти
Джей Ти Тор (англ. JT Thor; род. 26 августа 2002, Омаха, Небраска) — южносуданский и американский профессиональный баскетболист, выступающий за клуб НБА «Вашингтон Уизардс». Играет на позиции тяжёлого форварда.

## Профессиональная карьера

### Шарлотт Хорнетс (2021–2024)
Тор был выбран «Детройт Пистонс» под общим 37-м номером на драфте НБА 2021 года. 6 августа он был обменян в «Шарлотт Хорнетс» вместе с Мэйсоном Пламли, «Детройт» получил драфт-права на 57-й выбор на драфте, Балшу Копривицу. «Хорнетс» официально подписали контракт с Тором 6 августа 2021 года. Он также играл в Джи-Лиге за «Гринсборо Сворм». В своем дебютном матче в Джи-Лиге Тор набрал 34 очка, реализовав 14 из 22 бросков, и сделал 12 подборов. «Хорнетс» отчислили Тора 28 июня 2024 года вместе с защитником Сетом Карри.

### Кливленд Кавальерс (2024–2025)
9 сентября 2024 года Тор подписал двусторонний контракт с «Кливленд Кавальерс». 1 марта 2025 года «Кливленд» отчислил Тора.

### Вашингтон Уизардс (2025–настоящее время)
3 марта 2025 года Тор был взят из списка отказов командой «Вашингтон Уизардс».

## Карьера в сборной
Тор выступал на летних Олимпийских играх 2024 года в составе сборной Южного Судана, он вместе с командой занял итоговое 9-е место на турнире, едва не выйдя из группы.

## Статистика

### Статистика в НБА
| Сезон                                                                                    | Команда   | Регулярный сезон | Регулярный сезон | Регулярный сезон | Регулярный сезон | Регулярный сезон | Регулярный сезон | Регулярный сезон | Регулярный сезон | Регулярный сезон | Регулярный сезон | Регулярный сезон | Серия плей-офф | Серия плей-офф | Серия плей-офф | Серия плей-офф | Серия плей-офф | Серия плей-офф | Серия плей-офф | Серия плей-офф | Серия плей-офф | Серия плей-офф | Серия плей-офф |
| Сезон                                                                                    | Команда   | GP               | GS               | MPG              | FG%              | 3P%              | FT%              | RPG              | APG              | SPG              | BPG              | PPG              | GP             | GS             | MPG            | FG%            | 3P%            | FT%            | RPG            | APG            | SPG            | BPG            | PPG            |
| ---------------------------------------------------------------------------------------- | --------- | ---------------- | ---------------- | ---------------- | ---------------- | ---------------- | ---------------- | ---------------- | ---------------- | ---------------- | ---------------- | ---------------- | -------------- | -------------- | -------------- | -------------- | -------------- | -------------- | -------------- | -------------- | -------------- | -------------- | -------------- |
| 2021/22                                                                                  | Шарлотт   | 33               | 0                | 7,9              | 43,6             | 25,9             | 60,0             | 1,3              | 0,6              | 0,2              | 0,3              | 2,0              | Не участвовал  | Не участвовал  | Не участвовал  | Не участвовал  | Не участвовал  | Не участвовал  | Не участвовал  | Не участвовал  | Не участвовал  | Не участвовал  | Не участвовал  |
| 2022/23                                                                                  | Шарлотт   | 69               | 8                | 14,0             | 39,9             | 31,7             | 70,2             | 2,2              | 0,5              | 0,3              | 0,3              | 3,8              | Не участвовал  | Не участвовал  | Не участвовал  | Не участвовал  | Не участвовал  | Не участвовал  | Не участвовал  | Не участвовал  | Не участвовал  | Не участвовал  | Не участвовал  |
| 2023/24                                                                                  | Шарлотт   | 63               | 3                | 12,4             | 43,7             | 34,6             | 55,0             | 2,3              | 0,5              | 0,2              | 0,4              | 3,2              | Не участвовал  | Не участвовал  | Не участвовал  | Не участвовал  | Не участвовал  | Не участвовал  | Не участвовал  | Не участвовал  | Не участвовал  | Не участвовал  | Не участвовал  |
| 2024/25                                                                                  | Кливленд  | 9                | 0                | 4,7              | 60,0             | 50,0             | 87,5             | 0,7              | 0,1              | 0,2              | 0,3              | 3,1              | Не участвовал  | Не участвовал  | Не участвовал  | Не участвовал  | Не участвовал  | Не участвовал  | Не участвовал  | Не участвовал  | Не участвовал  | Не участвовал  | Не участвовал  |
| 2024/25                                                                                  | Вашингтон | 11               | 0                | 18,8             | 36,4             | 20,0             | 57,1             | 3,8              | 0,5              | 0,5              | 0,5              | 3,9              | Не участвовал  | Не участвовал  | Не участвовал  | Не участвовал  | Не участвовал  | Не участвовал  | Не участвовал  | Не участвовал  | Не участвовал  | Не участвовал  | Не участвовал  |
|                                                                                          | Всего     | 185              | 11               | 12,2             | 41,9             | 31,7             | 65,1             | 2,1              | 0,5              | 0,3              | 0,4              | 3,2              | Не участвовал  | Не участвовал  | Не участвовал  | Не участвовал  | Не участвовал  | Не участвовал  | Не участвовал  | Не участвовал  | Не участвовал  | Не участвовал  | Не участвовал  |
| Наведите курсор мыши на аббревиатуры в заголовке таблицы, чтобы прочесть их расшифровку. |           |                  |                  |                  |                  |                  |                  |                  |                  |                  |                  |                  |                |                |                |                |                |                |                |                |                |                |                |

### Статистика в Джи-Лиге
| Сезон                                                                                    | Команда              | Регулярный сезон | Регулярный сезон | Регулярный сезон | Регулярный сезон | Регулярный сезон | Регулярный сезон | Регулярный сезон | Регулярный сезон | Регулярный сезон | Регулярный сезон | Регулярный сезон | Серия плей-офф | Серия плей-офф | Серия плей-офф | Серия плей-офф | Серия плей-офф | Серия плей-офф | Серия плей-офф | Серия плей-офф | Серия плей-офф | Серия плей-офф | Серия плей-офф |
| Сезон                                                                                    | Команда              | GP               | GS               | MPG              | FG%              | 3P%              | FT%              | RPG              | APG              | SPG              | BPG              | PPG              | GP             | GS             | MPG            | FG%            | 3P%            | FT%            | RPG            | APG            | SPG            | BPG            | PPG            |
| ---------------------------------------------------------------------------------------- | -------------------- | ---------------- | ---------------- | ---------------- | ---------------- | ---------------- | ---------------- | ---------------- | ---------------- | ---------------- | ---------------- | ---------------- | -------------- | -------------- | -------------- | -------------- | -------------- | -------------- | -------------- | -------------- | -------------- | -------------- | -------------- |
| 2021/22                                                                                  | Гринсборо Сворм      | 17               | 17               | 27,1             | 48,0             | 30,6             | 64,0             | 5,7              | 1,1              | 0,8              | 1,1              | 12,1             | Не участвовал  | Не участвовал  | Не участвовал  | Не участвовал  | Не участвовал  | Не участвовал  | Не участвовал  | Не участвовал  | Не участвовал  | Не участвовал  | Не участвовал  |
| 2022/23                                                                                  | Гринсборо Сворм      | 5                | 5                | 33,5             | 40,0             | 39,1             | 93,8             | 7,6              | 1,4              | 0,8              | 1,6              | 19,0             | Не участвовал  | Не участвовал  | Не участвовал  | Не участвовал  | Не участвовал  | Не участвовал  | Не участвовал  | Не участвовал  | Не участвовал  | Не участвовал  | Не участвовал  |
| 2024/25                                                                                  | Кливленд Чардж       | 24               | 22               | 31,8             | 43,8             | 27,9             | 76,2             | 7,0              | 2,0              | 0,6              | 1,6              | 14,3             | Не участвовал  | Не участвовал  | Не участвовал  | Не участвовал  | Не участвовал  | Не участвовал  | Не участвовал  | Не участвовал  | Не участвовал  | Не участвовал  | Не участвовал  |
| 2024/25                                                                                  | Кэпитал-Сити Гоу-Гоу | 8                | 8                | 29,0             | 61,3             | 44,0             | 46,2             | 4,6              | 2,0              | 1,1              | 1,3              | 15,0             | 1              | 1              | 31,8           | 61,5           | -              | 100,0          | 9,0            | 1,0            | 0,0            | 0,0            | 22,0           |
|                                                                                          | Всего                | 54               | 52               | 30,1             | 46,8             | 32,2             | 72,6             | 6,3              | 1,6              | 0,7              | 1,4              | 14,1             | 1              | 1              | 31,8           | 61,5           | -              | 100,0          | 9,0            | 1,0            | 0,0            | 0,0            | 22,0           |
| Наведите курсор мыши на аббревиатуры в заголовке таблицы, чтобы прочесть их расшифровку. |                      |                  |                  |                  |                  |                  |                  |                  |                  |                  |                  |                  |                |                |                |                |                |                |                |                |                |                |                |

### Статистика в NCAA
| Сезон | Команда | Conf  | Class | GP | GS | MPG  | FG%  | 3P%  | FT%  | RPG | APG | SPG | BPG | PPG |
| --- | ------- | ----- | ----- | -- | -- | ---- | ---- | ---- | ---- | --- | --- | --- | --- | --- |
| 2020/21 | Оберн   | SEC   | FR    | 27 | 27 | 23,0 | 44,0 | 29,7 | 74,1 | 5,0 | 0,9 | 0,8 | 1,4 | 9,4 |
| Всего | Всего   | Всего | Всего | 27 | 27 | 23,0 | 44,0 | 29,7 | 74,1 | 5,0 | 0,9 | 0,8 | 1,4 | 9,4 |
| Наведите курсор мыши на аббревиатуры в заголовке таблицы, чтобы прочесть их расшифровку Статистика приведена с сайта sports-reference.com |         |       |       |    |    |      |      |      |      |     |     |     |     |     |